# Barn till varje pris?
Barn till varje pris? är en svensk dokumentärserie från 2011 i sex delar av SVT. Programledare är skådespelaren Pia Johansson. Dokumentärserien följer ett antal ofrivilligt barnlösa personer som alla kämpar för att bli föräldrar och som bland annat tar hjälp av surrogatmödraskap, IVF, insemination och embryodonation för att uppnå sin dröm. Varje avsnitt innehåller även etiska diskussioner ledda av Pia Johansson mellan människor involverade i ämnet, bland andra författaren Lena Andersson, politikern Barbro Westerholm och journalisten Kajsa Ekis Ekman. Producent och manusförfattare av serien är Lisa Jarenskog på SVT. Klippare är Andreas Johnsson Hay. Projektledare är Bo Sjökvist.